# Simone Origone
Simone Origone (Aosta, 8 novembre 1979) è uno sciatore di velocità italiano.
È fratello maggiore di Ivan Origone e l'atleta più titolato nella storia dello sci di velocità.

## Biografia

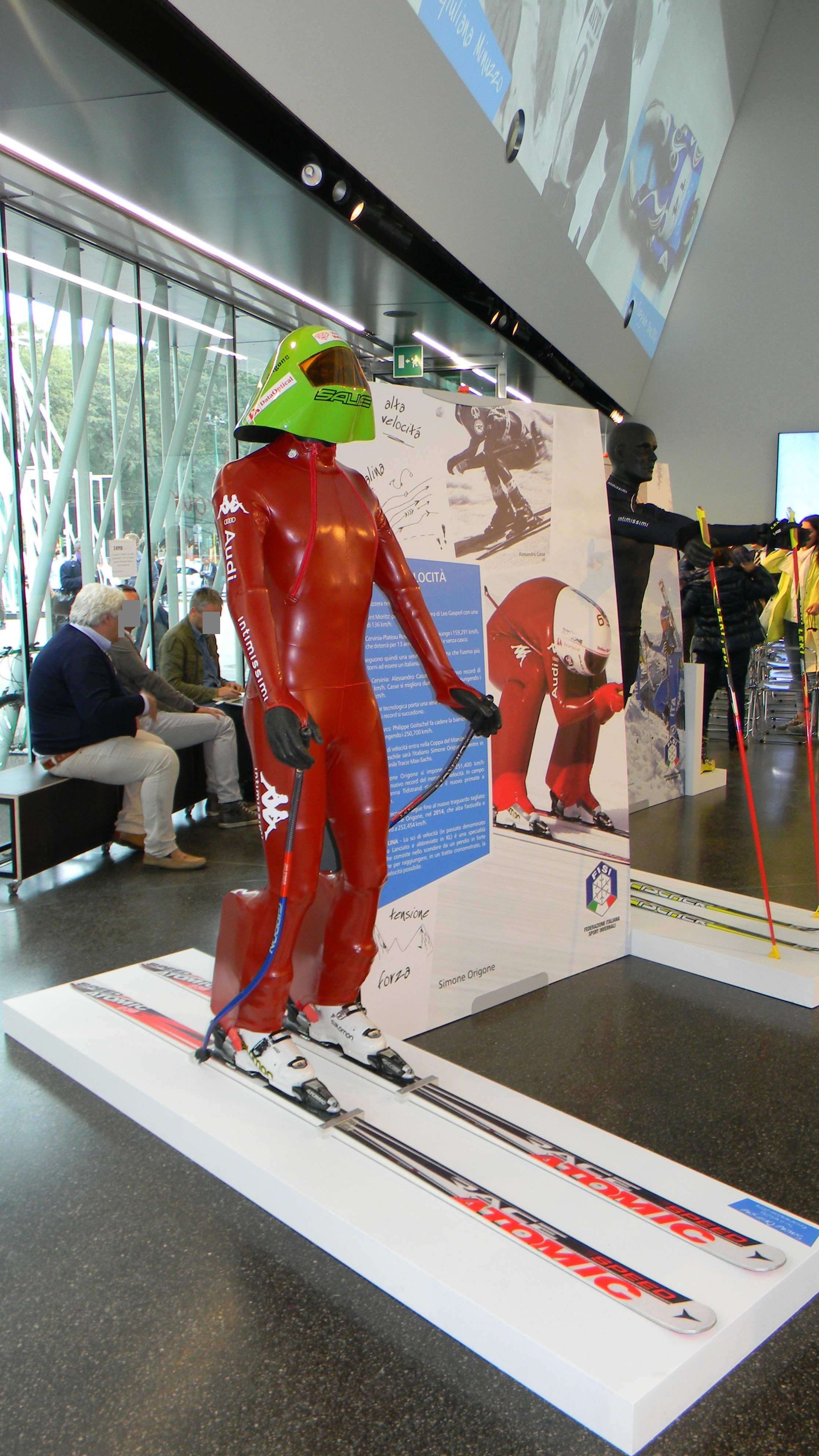
L’attrezzatura utilizzata da Simone Origone per conquistare il record mondiale di velocità su sci, esposta a Milano nel 2014.

Originario di Ayas, è fratello maggiore di Ivan Origone, a sua volta sciatore di velocità d'alto livello e detentore del record mondiale di velocità sugli sci.
Accostatosi allo sci all'età di 3 anni sotto la guida del padre, si tessera per lo Sci Club Val d'Ayas, all'età di 16 anni fa parte della squadra regionale valdostana di discesa libera e supergigante; tre anni dopo viene arruolato nella seconda squadra del Centro Sportivo Esercito, venendo però congedato nel giro di 6 mesi a seguito di problemi fisici.
Nel 2003 inizia a sperimentare lo sci di velocità (o chilometro lanciato) sulla pista di Les Arcs: nella prima discesa di allenamento, effettuata utilizzando materiali da sci alpino (e non quelli specifici per la velocità) raggiunge i 179 km/h. Si iscrive quindi al Mondiale Pro che si teneva il 17 aprile sulla stessa pista e, sempre con materiali di serie, raggiunge i 200,89 km/h, risultando primo nella sua categoria.
Nella stagione successiva passa ai materiali specifici per la velocità e il 6 marzo 2004, entrato a far parte della Nazionale italiana di sci di velocità, esordisce in Coppa del Mondo sulla pista di Sun Peaks, chiudendo la gara al secondo posto, alle spalle dello svizzero Jonathan Moret. Quindici giorni dopo, a Breuil-Cervinia, coglie la sua prima vittoria.
Negli anni successivi conquista sei ori e due argenti ai Campionati mondiali e sedici Coppe del Mondo, collezionando 122 podi nelle 135 gare disputate nel circuito di Coppa.
Il 20 aprile 2006, sulla pista di Les Arcs, Simone Origone migliora per la prima volta il record del mondo, raggiungendo i 251,400 km/h. Alzerà ulteriormente il primato tra il 2014 e il 2015, portandolo prima a 252,454 km/h, poi, il 3 aprile 2015 a 252,632 km/h e, infine, il 26 marzo 2016 a 252,987 km/h, venendo però battuto pochi minuti dopo dal fratello Ivan.
Il 19 aprile 2007 conquista il suo secondo titolo mondiale, sulla pista svizzera di Verbier, ma subito dopo aver tagliato il traguardo incorre in una caduta che gli procura la frattura di radio e ulna.
Affianca all'attività agonistica quelle di guida alpina, maestro di sci, elisoccorritore ed alpinista; in particolare, il 7 settembre 2007 ha asceso le 20 vette oltre i 4000 m della catena del Monte Rosa in 12 ore e 40 minuti, ed ha concluso l'impresa raggiungendo la cima del Cervino in 17 ore e 40 minuti.

## Record
- Record mondiale categoria S1: 251,400 km/h ( Les Arcs, 20 aprile 2006 - Mondiali Pro)
- Record della pista di Verbier categoria S1: 216,930 km/h ( Verbier/Nendaz, 2009 - Speed Master)
- Record mondiale categoria S1: 252,454 km/h ( Vars, 2014 - Speed Master)
- Record mondiale categoria S1: 252,632 km/h ( Vars, 3 aprile 2015 - Speed Master)
- Record mondiale categoria S1: 252,987 km/h ( Vars, 26 marzo 2016 - Speed Master)

Il record mondiale attuale di 255,500 km/h appartiene al francese Simon Billy, che lo ha stabilito il 22 marzo 2023 a Vars.

## Palmarès

### Mondiali
- 10 medaglie:
  - 6 ori (categoria S1 a Breuil-Cervinia 2005; categoria S1 a Verbier 2007; categoria S1 a Vars 2009; categoria S1 a Verbier 2011; categoria S1 a Vars 2013; categoria S1 a Vars 2019)
  - 2 argenti (categoria S1 a Pas de la Casa/Grandvalira 2015; categoria S1 a Vars 2023)
  - 2 bronzi (categoria S1 a Vars nel 2022 e 2025)

### Coppa del Mondo
- Vincitore della Coppa del Mondo di sci di velocità categoria S1 nel 2004, nel 2005, nel 2006, nel 2007, nel 2009, nel 2010, nel 2011, nel 2013, nel 2016, nel 2018, nel 2019, nel 2020, nel 2022, nel 2023, nel 2024 e nel 2025
- 122 podi:
  - 64 vittorie
  - 36 secondi posti
  - 22 terzi posti

#### Coppa del Mondo - vittorie
| Data             | Luogo                 | Paese     | Categoria |
| ---------------- | --------------------- | --------- | --------- |
| 21 marzo 2004    | Breuil-Cervinia       | Italia    | S1        |
| 12 febbraio 2005 | Goldeck               | Austria   | S1        |
| 19 febbraio 2005 | Reutte                | Austria   | S1        |
| 5 marzo 2005     | Sun Peaks             | Canada    | S1        |
| 10 marzo 2005    | Leysin                | Svizzera  | S1        |
| 4 marzo 2006     | Sun Peaks             | Canada    | S1        |
| 5 marzo 2006     | Sun Peaks             | Canada    | S1        |
| 26 marzo 2006    | Orsa                  | Svezia    | S1        |
| 28 marzo 2006    | Hundfjället/Väggen    | Svezia    | S1        |
| 22 aprile 2006   | Verbier               | Svizzera  | S1        |
| 25 febbraio 2007 | Bad Mitterndorf/Kulm  | Austria   | S1        |
| 28 marzo 2007    | Salla                 | Finlandia | S1        |
| 17 aprile 2008   | Verbier               | Svizzera  | S1        |
| 6 marzo 2009     | Sun Peaks             | Canada    | S1        |
| 17 marzo 2009    | Salla                 | Finlandia | S1        |
| 22 marzo 2009    | Idre                  | Svezia    | S1        |
| 25 marzo 2009    | Hundfjället/Sälen     | Svezia    | S1        |
| 23 aprile 2009   | Verbier               | Svizzera  | S1        |
| 30 gennaio 2010  | Vars                  | Francia   | S1        |
| 6 marzo 2010     | Sun Peaks             | Canada    | S1        |
| 24 marzo 2010    | Hundfjället/Sälen     | Svezia    | S1        |
| 21 aprile 2010   | Verbier               | Svizzera  | S1        |
| 4 marzo 2011     | Sun Peaks             | Canada    | S1        |
| 5 marzo 2011     | Sun Peaks             | Canada    | S1        |
| 2 marzo 2013     | Sun Peaks             | Canada    | S1        |
| 16 marzo 2013    | Idre                  | Svezia    | S1        |
| 17 marzo 2013    | Idre                  | Svezia    | S1        |
| 17 aprile 2013   | Verbier               | Svizzera  | S1        |
| 25 gennaio 2014  | Vars                  | Francia   | S1        |
| 12 marzo 2016    | Grandvalira           | Andorra   | S1        |
| 23 marzo 2016    | Vars                  | Francia   | S1        |
| 9 aprile 2016    | Idre                  | Svezia    | S1        |
| 10 aprile 2016   | Idre                  | Svezia    | S1        |
| 3 febbraio 2018  | Vars                  | Francia   | S1        |
| 10 febbraio 2018 | Salla                 | Finlandia | S1        |
| 11 febbraio 2018 | Salla                 | Finlandia | S1        |
| 6 marzo 2018     | Sun Peaks             | Canada    | S1        |
| 7 marzo 2018     | Sun Peaks             | Canada    | S1        |
| 6 aprile 2018    | Grandvalira           | Andorra   | S1        |
| 8 marzo 2019     | Idre                  | Svezia    | S1        |
| 9 marzo 2019     | Idre                  | Svezia    | S1        |
| 12 aprile 2019   | Grandvalira           | Andorra   | S1        |
| 13 aprile 2019   | Grandvalira           | Andorra   | S1        |
| 1º febbraio 2020 | Vars                  | Francia   | S1        |
| 13 febbraio 2020 | Salla                 | Finlandia | S1        |
| 14 febbraio 2020 | Salla                 | Finlandia | S1        |
| 5 marzo 2020     | Idre                  | Svezia    | S1        |
| 6 marzo 2020     | Idre                  | Svezia    | S1        |
| 7 marzo 2020     | Idre                  | Svezia    | S1        |
| 11 febbraio 2022 | Salla                 | Finlandia | S1        |
| 12 febbraio 2022 | Salla                 | Finlandia | S1        |
| 1º aprile 2022   | Grandvalira/Grau Roig | Andorra   | S1        |
| 28 gennaio 2023  | Vars                  | Francia   | S1        |
| 29 gennaio 2023  | Vars                  | Francia   | S1        |
| 17 marzo 2023    | Vars                  | Francia   | S1        |
| 28 marzo 2023    | Vars                  | Francia   | S1        |
| 27 gennaio 2024  | Vars                  | Francia   | S1        |
| 28 gennaio 2024  | Vars                  | Francia   | S1        |
| 25 marzo 2024    | Vars                  | Francia   | S1        |
| 21 gennaio 2025  | Salla                 | Finlandia | S1        |
| 31 gennaio 2025  | Vars                  | Francia   | S1        |
| 2 febbraio 2025  | Vars                  | Francia   | S1        |
| 19 marzo 2025    | Vars                  | Francia   | S1        |
| 20 marzo 2025    | Vars                  | Francia   | S1        |

Legenda:

S1 = Speed One

### Altre competizioni
- Mondiale Pro: Vincitore nel 2004 e 2006
- Speed Masters: Vincitore nel 2008, 2009, 2010, 2011, 2012, 2013, 2014 e 2015

## Riconoscimenti
- Cristallo d'Oro dello Sci Club Forlì: 2013